# Мислений закон
Ми́слений зако́н (порт. lei mental) — закон від 8 квітня 1434 року, що запроваджував систему майорату в Португальському королівстві, посилюючи владу короля. Прийнятий за правління Дуарте на Сантаренських кортесах. Постав на основі законопроєкту юриста Жуана Реграського. Був чинним до 1832 року. Назва закону походить від «замислу» попереднього короля Жуана І, який планував його, але не встиг ні написати, ні затвердити. Метою закону було посилити контроль королівського уряду над шляхтою. Внаслідок кризи 1383—1385 років і війни з Кастилією король Жуан І був змушений жалувати своїм прибічникам землі з королівського домену, що сильно скоротило доходи до державної скарбниці й посилило місцеву знать. Для мирного вирішення проблеми уряд Дуарте обмежив права шляхти на жалувані землі. Згідно з законом заборонялося відчуження земель, жалуваних королем, як то продаж чи застава; не дозволялося їх дроблення між нащадками. Власник жалуваної землі міг передати її у спадок лише старшому (лат. maior) сину-первістку. Якщо власник не мав законного спадкоємця, жалувана земля поверталися до королівського домену після його смерті. Виняток становили лише землі Браганського дому, який після 1640 року став монаршим. На практиці закон став інструментом централізації. Текст договору увійшов до «Мануельських ординацій».